# Livre sur les nombres et le calcul
Le Livre sur les nombres et le calcul (chinois : 筭數書 ; pinyin : Suàn shù shū), ou Writings on Reckoning est l'un des premiers traités chinois de mathématiques. Il a été écrit durant le début de la dynastie Han de l'Ouest, entre 202 av. J.-C. et 186 av. J.-C.

## Découverte
Le texte a été trouvé dans le tombeau M247 du cimetière près de Zhangjiashan, Xian de Jiangling, dans la province de Hubei, fouillé en décembre 1983 et janvier 1984. Ce tombeau appartenait à un fonctionnaire anonyme du début de la dynastie des Han de l'Ouest. Dans le tombeau se trouvaient 1 200 bandes de bambou écrites à l'encre. À l'origine, les bandes étaient liées avec de la ficelle, mais celle-ci a pourri et il a fallu aux chercheurs chinois 17 ans pour rassembler les bandes. Outre le contenu mathématique, les bandes montrent des statuts gouvernementaux, des rapports sur la législation et la gymnastique thérapeutique.
Sur le dos de la sixième bande, le haut a une marque carrée noire, suivie par les trois caractères 筭數書, qui servent de titre une fois le livre roulé.

## Contenu
Le Suàn shù shū se compose de 200 bandes de bambou écrite à l'encre, 180 bandes sont intactes, les autres sont pourries. Elles se composent de 69 problèmes mathématiques de sources variées, les noms de M. Wáng et M. Yáng ont été trouvés, probablement deux des auteurs. Chaque problème est composé d'une question, d'une réponse, suivie par une méthode. Les problèmes couvrent l'arithmétique élémentaire; les fractions ; la proportion inverse ; la décomposition d'un nombre en facteurs ; les progressions géométriques, en particulier les calculs de taux d'intérêt et la gestion des erreurs ; la conversion entre les différentes unités ; la méthode de la fausse position pour trouver des racines et de l'extraction d'une valeur approchée des racines carrées ; le calcul du volume de diverses formes tridimensionnelles ; les dimensions relatives d'un carré et son cercle inscrit ; le calcul du côté inconnu du rectangle, l'aire et un des côtés étant donnés. Tous les calculs sur la circonférence et l'aire du cercle sont approximatifs, équivalant à prendre π = 3. Les calculs de pi ont été rendus plus précis avec le travail de Liu Xin (env 46 avant J.-C.-23 av. J.-C.), Zhang Heng (78-139 ap. J.-C.), Liu Hui (IIIe siècle après J.-C.), et Zu Chongzhi (429-500).
Avant cette découverte, les plus anciens texte de mathématiques chinois étaient le Zhoubi Suanjing et Les Neuf Chapitres sur l'art mathématique. De nombreux sujets sont abordés dans les deux textes, cependant, les problèmes de correction de l'erreur apparaissent seulement dans le Suàn shù shū, et les deux derniers chapitres sur les neuf chapitres n'ont pas de matériel correspondant dans le Suàn shù shū.
Le texte a été traduit en anglais par Christopher Cullen (en), directeur du Needham Research Institute (en).